# Пауэлл, Энтони
000Об английском писателе см. Поуэлл, Энтони.

Костюм для Гленн Клоуз (фильм «101 далматинец»)

Энтони Пауэлл (англ. Anthony Powell; 2 июня 1935 — 16 апреля 2021) — британский художник по костюмам театра и кино, лауреат премий «Оскар», BAFTA, «Сезар» и «Тони».

## Биография
Энтони Пауэлл родился 2 июня 1935 года в Чорлтон-Кам-Харди, Великобритания. В возрасте пяти лет он получил в подарок театральную марионетку. Ему понравилось оживлять кукол и придумывать небольшие шоу.
Позже его семья переехала в Дублин. В 11-летнем возрасте он начал посещать театры. Он был особенно впечатлён богатыми костюмами Сесила Битона для пьесы «Веер леди Уиндермир». Позже он дебютировал в качестве помощника Сесила Битона, который просил его, в частности, смотреть за украшением Королевского театра Ковент-Гарден для государственного визита генерала де Голля.
Его дебют в театре произошёл в Вест-Энде для пьесы «Школа злословия» с Джоном Гилгудом постановки ирландского драматурга Ричарда Шеридана. Затем пьесу играли на Бродвее, где она была удостоена премии «Тони». Но Пауэлл вернулся в Лондон, и награду за него получила его соотечественница, Маргарет Лейтон. Как ни странно, никто не сообщил ему хорошую новость, и он получил награду только годы спустя, после смерти г-жи Лейтон.
Регулярно работал с такими режиссёрами, как Роман Полански и Стивен Спилберг.
Был номинирован на премию «Оскар» три раза и получил статуэтку также три раза за фильмы «Путешествия с тётушкой», «Смерть на Ниле» и «Тэсс».
Был номинирован на премию BAFTA один раз и выиграл её также один раз за фильм «Смерть на Ниле».
Получил премию «Сезар» за фильм «Пираты».

## Фильмография
| Фильмы | Фильмы                                    | Фильмы                                                         | Фильмы                                                                                         |
| Год    | На русском языке                          | На языке оригинала                                             | Награды и номинации                                                                            |
| ------ | ----------------------------------------- | -------------------------------------------------------------- | ---------------------------------------------------------------------------------------------- |
| 1967   |                                           | The Royal Hunt of the Sun                                      |                                                                                                |
| 1972   | Путешествия с моей тётей                  | Travels with My Aunt                                           | Премия «Оскар» за лучший дизайн костюмов                                                       |
| 1973   | Мотылёк                                   | Papillon                                                       |                                                                                                |
| 1975   |                                           | That Lucky Touch                                               |                                                                                                |
| 1976   |                                           | Buffalo Bill and the Indians, or Sitting Bull’s History Lesson |                                                                                                |
| 1977   | Колдун                                    | Sorcerer                                                       |                                                                                                |
| 1978   | Смерть на Ниле                            | Death on the Nile                                              | Премия «Оскар» за лучший дизайн костюмов Премия BAFTA за лучший дизайн костюмов                |
| 1979   | Тэсс                                      | Tess                                                           | Премия «Оскар» за лучший дизайн костюмов Номинация на премию BAFTA за лучший дизайн костюмов   |
| 1981   | Священник любви                           | Priest of Love                                                 |                                                                                                |
| 1982   | Зло под солнцем                           | Evil Under the Sun                                             |                                                                                                |
| 1984   | Индиана Джонс и храм судьбы               | Indiana Jones and the Temple of Doom                           | Номинация на премию «Сатурн» за лучшие костюмы                                                 |
| 1986   | Пираты                                    | Pirates                                                        | Премия «Сезар» за лучший дизайн костюмов Номинация на премию «Оскар» за лучший дизайн костюмов |
| 1987   | Иштар                                     | Ishtar                                                         |                                                                                                |
| 1988   | Неистовый                                 | Frantic                                                        |                                                                                                |
| 1989   | Индиана Джонс и последний крестовый поход | Indiana Jones and the Last Crusade                             | Номинация на премию «Сатурн» за лучшие костюмы                                                 |
| 1991   | Капитан Крюк                              | Hook                                                           | Номинация на премию «Оскар» за лучший дизайн костюмов                                          |
| 1996   | 101 далматинец                            | 101 Dalmatians                                                 | Номинация на премию «Оскар» за лучший дизайн костюмов                                          |
| 1998   | Мстители                                  | The Avengers                                                   |                                                                                                |
| 1999   | Девятые врата                             | The Ninth Gate                                                 |                                                                                                |
| 2000   | 102 далматинца                            | 102 Dalmatians                                                 | Номинация на премию «Оскар» за лучший дизайн костюмов                                          |
| 2006   | Мисс Поттер                               | Miss Potter                                                    |                                                                                                |

## Награды и номинации

### Номинации
- «Оскар»
  - 1987 — Лучший дизайн костюмов за фильм «Пираты»
  - 1992 — Лучший дизайн костюмов за фильм «Капитан Крюк»
  - 2001 — Лучший дизайн костюмов за фильм «102 далматинца»
- BAFTA
  - 1982 — Лучший дизайн костюмов за фильм «Тэсс»
- «Сатурн»
  - 1985 — Лучшие костюмы за фильм «Индиана Джонс и храм судьбы»
  - 1991 — Лучшие костюмы за фильм «Индиана Джонс и последний крестовый поход»
- «Тони»
  - 1963 — Лучший сценический дизайнер за постановку «Школа злословия»
  - 1995 — Лучший дизайн костюмов за постановку «Бульвар Сансет»

### Награды
- «Оскар»
  - 1973 — Лучший дизайн костюмов за фильм «Путешествия с моей тётей»
  - 1979 — Лучший дизайн костюмов за фильм «Смерть на Ниле»
  - 1981 — Лучший дизайн костюмов за фильм «Тэсс»
- BAFTA
  - 1979 — Лучший дизайн костюмов за фильм «Смерть на Ниле»
- «Сезар»
  - 1987 — Лучший дизайн костюмов за фильм «Пираты»
- «Тони»
  - 1963 — Лучший дизайн костюмов за постановку «Школа злословия»